# Indifferentismus
Indifferentismus beschreibt eine permanent gleichgültige Einstellung gegenüber Entscheidungsfragen. Der Indifferentist trifft zumeist aus mangelndem Interesse keine Entscheidung und lässt die Frage offen. Zu unterscheiden ist er vom Opportunisten, der sich eigentlich auch nicht entscheidet, jedoch nicht wegen Desinteresse, sondern weil er sich davon einen persönlichen Vorteil erhofft.
Man unterscheidet zwischen politischen, religiösen, philosophischen und moralischen Indifferentisten.
Der Indifferentismus findet seine Steigerung im totalen Indifferentismus, dessen Vertretern nichts mehr von Interesse ist, da das Interesse für sie gegenstandslos geworden ist.

## Katholizismus
Der Indifferentismus im religiösen Bereich wird von Papst Gregor XVI. folgendermaßen beschrieben:

„pravam illam opinionem, quae improborum fraude ex omni parte percrebuit, qualibet fidei professione aeternam posse animae salutem comparari, si mores ad recti honestique normam exigantur“

„jene verkehrte, allenthalben durch die Täuschung der Bösewichte verbreitete Meinung, man könne mit jedem beliebigen Glaubensbekenntnis das ewige Seelenheil erwerben, wenn man den Lebenswandel an der Norm des Rechten und sittlich Guten ausrichte.“

und in der Enzyklika Mirari vos scharf verurteilt.